# Zachary Scott
Zachary Thomson Scott jr. (Austin (Texas), 21 februari 1914 — aldaar, 3 oktober 1965) was een Amerikaans acteur.

## Levensloop en carrière
Scott werd geboren als zoon van Zachary Scott sr. (1880-1964), een dokter uit Texas. Ook de jonge Zachary begon aan zijn studies geneeskunde, maar stapte snel over naar het acteren. In 1941 maakte hij zijn debuut op Broadway. Zijn eerste film speelde hij in 1944 naast Sydney Greenstreet. In 1945 speelde hij de hoofdrol in The Southerner naast Betty Field. In datzelfde jaar volgde een hoofdrol naast Joan Crawford in Mildred Pierce, waarmee hij ook de hoofdrol zou spelen in Flamingo Road. In de jaren 40 speelde hij naast Joan Crawford ook met andere sterren zoals Spencer Tracy, Joel McCrea en Lana Turner. 
In 1950 kreeg Scott een ongeval bij het rafting. In datzelfde jaar liep ook zijn huwelijk spaak. Scott geraakte in een depressie, waardoor hij minder rollen aankon. In datzelfde jaar speelde hij nog met Joan Fontaine in Born to Be Bad. Een jaar later volgde een grote rol in Let's Make It Legal met Claudette Colbert. In de jaren 60 volgden nog rollen in The Young One van Luis Buñuel. Zijn laatste film was It's Only Money uit 1962.
Scott verhuisde terug naar Texas na het voltooien van zijn laatste film. Enkele jaren later, in 1965 overleed Scott er aan een hersentumor. Hij was 51 jaar oud. Scott is tweemaal gehuwd geweest: met Elaine Anderson van 1934 tot 1950 en met Ruth Ford van 1952 tot aan zijn dood.

## Filmografie (selectie)
- The Southerner, 1945
- Mildred Pierce, 1945
- Ruthless, 1948
- Flamingo Road, 1949
- Let's Make It Legal, 1951
- Appointment in Honduras, 1953
- The Young One, 1960
- It's Only Money, 1962